# マンガゼヤ
座標: 北緯66度36分 東経82度16分 / 北緯66.600度 東経82.267度
マンガゼヤ（Мангазея, Mangazeya）はロシアのシベリア北西部に存在した街。北極海のオビ湾西岸のヤマル半島に位置し、タズ川のほとりにあり、オビ川やエニセイ川流域とつながっていた。16世紀から17世紀にかけての間、白海沿岸のアルハンゲリスクなどの町との間で交易が行われ栄えていた。

## 歴史

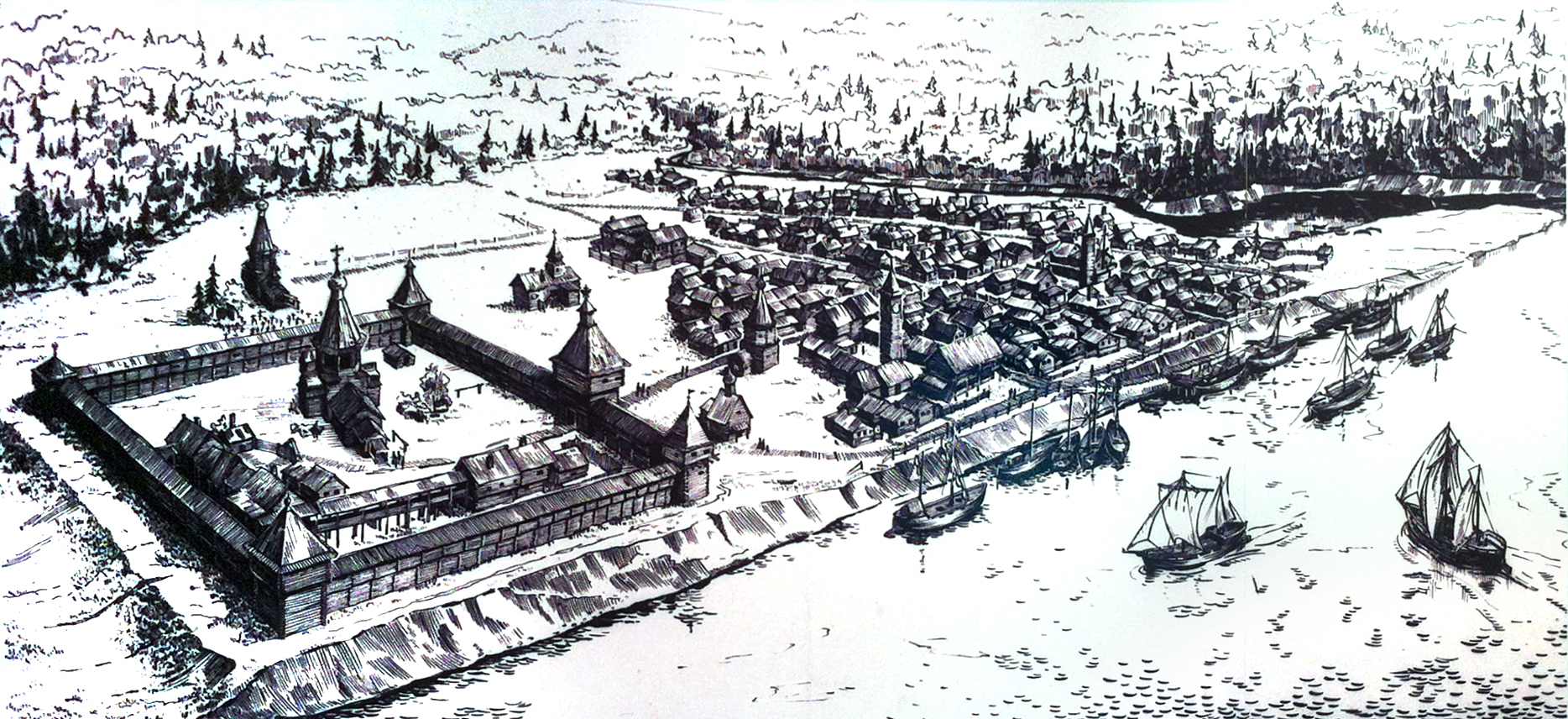
マンガゼヤの再現図（M. I.ベロフ画）

12世紀に白海沿岸に入植したロシア人（ポモール）は西のスカンジナビア半島への海上交易路を開拓してノルウェー人、イングランド人、オランダ人と盛んに交易（ポモール貿易）していた。同時に東のシベリア沿岸の航路も開拓しており、オビ湾のマンガゼヤに入植地を築いていた。マンガゼヤの入植地は、ポモール商人がシベリアの毛皮やセイウチの牙を集めるための拠点として使われ、北極海の氷が解ける短い夏の間に集めた商品をアルハンゲリスクへ向けて出荷し、アルハンゲリスクで西欧人らに売っていた。
1619年、ロマノフ朝はマンガゼヤ航路の航行を禁じ、違反した者は死刑に処すとした。これには二つの理由があった。一つは中央政府によるマンガゼヤ航路への徴税ができなかったこと、もう一つはイングランド商人がこの航路を通じてシベリアに勢力を浸透させる恐れがあったことであった。当時、中国への北東航路を探してイングランドやオランダの航海者がバレンツ海を探検していたが、マンガゼヤ航路の禁止により探検も困難になった。航路を失ったマンガゼヤの町は50年ほどの間存続していたが、次第に衰退していった。1642年、2度目の大火の後は、残った住民は、エニセイ川とニジニャヤ・ツングースカ川の合流点にあるノヴァヤ・マンガゼヤ（1780年代以降トゥルハンスクと呼ばれている）へと移住し、モスクワ大公アレクセイ・ミハイロヴィチの命により1672年に町は放棄された。
元のマンガゼヤの町の跡地も、ポモール商人が開拓した北極海の航路も20世紀まで忘れられたままだった。20世紀に入り、考古学調査が行われ、クレムリ（城塞）やガスチーヌイ・ドヴォール（屋内市場）などの跡が発見されている。